# قرار مجلس الأمن التابع للأمم المتحدة رقم 303
قرار مجلس الأمن التابع للأمم المتحدة رقم 303، المعتمد في 6 ديسمبر 1971، بعد عدم وجود إجماع في جلستي المجلس 1606 و 1607، منع المجلس من ممارسة مسؤوليته الأساسية، وقرر إحالة المسألة إلى الجمعية العامة.
وعُقدت اجتماعات في المجلس عقب تدهور العلاقات بين الهند وباكستان بسبب سلسلة من الحوادث، بما في ذلك جامو وكشمير، والصراع الإضافي في شرق باكستان. بالإضافة إلى ذلك، أبلغت مجموعة مراقبي الأمم المتحدة العسكريين في الهند وباكستان عن انتهاكات على جانبي اتفاق كراتشي لعام 1949.
اعتمد القرار بأغلبية 11 صوتاً، بينما امتنعت فرنسا، وجمهورية بولندا الشعبية، والاتحاد السوفياتي، والمملكة المتحدة.

## روابط خارجية
- نص القرار في undocs.org